# Melitaea allah
Melitaea allah är en fjärilsart som beskrevs av Felix Bryk 1940. Melitaea allah ingår i släktet Melitaea och familjen praktfjärilar. Inga underarter finns listade i Catalogue of Life.